# Crossocerus
Crossocerus ist eine Gattung der Grabwespen (Spheciformes) aus der Familie Crabronidae. Es sind etwa 200 Arten bekannt, das Hauptverbreitungsgebiet ist vor allem die Paläarktis, aber auch die Nearktis. Eine Art, Crossocerus annulipes ist in der Holarktis verbreitet. In Europa kommen 37 Arten vor, bevorzugt im kühleren Klima von Mitteleuropa, weniger im Süden.

## Merkmale
Die Grabwespen sind klein bis mittelgroß und häufig schwarz. Manche Arten haben gelbe Flecken am Hinterleib. Der Körper ist häufig fein punktförmig strukturiert und schwach skulpturiert und hat auch glatte, glänzende Bereiche. Insbesondere die Oberseite des Propodeums ist bei allen Arten glatt und glänzend. Die Punktaugen (Ocelli) sind in einem gleichschenkeligen Dreieck angeordnet.

## Lebensweise
Die Gattung wird in mehrere Untergattungen unterteilt. Die Arten der Untergattungen Crossocerus und Hoplocrabro legen ihre Nester im Boden an, die übrigen Arten bauen sie in Holz oder in hohlen Stängeln. Bei letzteren Arten ist bei den Weibchen die Pygidialplatte verengt. Die Brut wird meist mit kleinen Fliegen, daneben auch mit Staubläusen und Blattflöhen versorgt. Crossocerus walkeri jagt Eintagsfliegen, Crossocerus annulipes ist auf Schnabelkerfe spezialisiert. Außerhalb Europas gibt es auch Arten die Kleinschmetterlinge, Staubläuse und Schnabelfliegen jagen. Die Beute wird mit der Bauchseite nach oben transportiert und mit den mittleren Beinen festgehalten. Bei Schnabelkerfen werden die Fühler zusätzlich mit den Mandibeln gepackt.

## Arten (Europa)
- Crossocerus acanthophorus (Kohl, 1892)
- Crossocerus adhaesus (Kohl, 1915)
- Crossocerus annulipes (Lepeletier & Brulle, 1835)
- Crossocerus assimilis (F. Smith, 1856)
- Crossocerus barbipes (Dahlbom, 1845)
- Crossocerus binotatus Lepeletier & Brulle, 1835
- Crossocerus capitosus (Shuckard, 1837)
- Crossocerus cetratus (Shuckard, 1837)
- Crossocerus cinxius (Dahlbom, 1838)
- Crossocerus congener (Dahlbom, 1844)
- Crossocerus denticoxa (Bischoff, 1932)
- Crossocerus denticrus Herrich-Schaeffer, 1841
- Crossocerus dimidiatus (Fabricius, 1781)
- Crossocerus distinguendus (A. Morawitz, 1866)
- Crossocerus elongatulus (Vander Linden, 1829)
- Crossocerus exiguus (Vander Linden, 1829)
- Crossocerus guichardi Leclercq, 1972
- Crossocerus heydeni Kohl, 1880
- Crossocerus italicus Beaumont, 1959
- Crossocerus leucostoma (Linnaeus, 1758)
- Crossocerus lindbergi (Beaumont, 1954)
- Crossocerus lundbladi (Kjellander, 1954)
- Crossocerus megacephalus (Rossi, 1790)
- Crossocerus nigritus (Lepeletier & Brulle, 1835)
- Crossocerus ovalis Lepeletier & Brulle, 1835
- Crossocerus palmipes (Linnaeus, 1767)
- Crossocerus podagricus (Vander Linden, 1829)
- Crossocerus pullulus (A. Morawitz, 1866)
- Crossocerus quadrimaculatus (Fabricius, 1793)
- Crossocerus styrius (Kohl, 1892)
- Crossocerus subulatus (Dahlbom, 1845)
- Crossocerus tarsatus (Shuckard, 1837)
- Crossocerus toledensis Leclercq, 1971
- Crossocerus vagabundus (Panzer, 1798)
- Crossocerus varus Lepeletier & Brulle, 1835
- Crossocerus walkeri (Shuckard, 1837)
- Crossocerus wesmaeli (Vander Linden, 1829)

## Belege